# Supercoppa Primavera 2 2019
La Supercoppa Primavera 2 2019 è stata la 2ª edizione del trofeo, che ha visto sfidarsi in finale a gara unica il Bologna e il Pescara, squadre rispettivamente vincitrici dei gironi A e B del Campionato Primavera 2 2018-2019.

## Tabellino
| Arbitro: | Sozza (Seregno) |

|                                                                                              |            | |
| Rabbi 28’ Visconti 57’ Ruffo Luci 68’ Kastrati 74’ Corbo 77’                                 | Marcatori  | 86’ Palmucci                                                                                       |
| Fantoni Kastrati Corbo Cassandro Piccardi Militari Mazza Visconti Koutsoupias Stanzani Rabbi | Formazioni | Scuccimarra Martella Elizalde Cipolletti Camilleri Marafini Scimia Pierpaoli Borrelli Pavone Muniz |
| Troise                                                                                       | Allenatori | Zauri                                                                                              |

| Bologna | Pescara |